# 体脂肪率
体脂肪率（たいしぼうりつ、英: body fat percentage; BFP）とは、動物の体内に含まれる脂肪の質量の体重に対する割合のこと。本稿においては、ヒトの場合を扱う。
高体脂肪率だけでなく、低体脂肪率も危険である。そのため、健康的に好ましい体脂肪率は、男性は10％～19％、女性は20～29％程度で男女でかなり差がある。(体脂肪率であり、BMIとは異なる)。
定義は、体内の脂肪の質量（kg）/体重（kg））×100（単位%） である。体内の脂肪の質量を直接に計量することは容易ではないので、後述の通り、様々な測定法がある。

## 肥満との関係
肥満は「体脂肪が必要以上に増えた状態」を指すが、体脂肪率の測定には困難が伴い、そのためBMIなど簡易的な診断法が広く一般に使われていた。ところが、近年体脂肪計（体組成計）が一般にも普及し始め、体脂肪率によって肥満の判定を行う場合も増えるようになってきている。

## 適正の体脂肪率・低体脂肪率の危険性
体脂肪率は、低ければ低いほど良い、というものではなく、低すぎると体温の低下や筋力の低下（筋肉を分解してエネルギーを作り出すため）を招くことがある。プロのスポーツ選手の場合20%未満でも疑問視されにくいが、特に女性の場合は上記の症状だけでなく、ホルモンバランスの異常から、生理不順や早発性閉経をも招くこともある。
体脂肪率が10％以下の女性は、ほぼ全員に生理が不安定や来なくなる月経異常を発症する。
適正な体脂肪率は、以下のように言われている。世界共通の明確な基準は未だ決められていない。
| 分類     | 29歳以下の男性 | 30歳以上の男性 | 29歳以下の女性 | 30歳以上の女性 |
| -------- | -------------- | -------------- | -------------- | -------------- |
| 適正範囲 | 14 - 20%       | 17 - 23%       | 17 - 24%       | 20 - 27%       |
| 肥満     | 25%以上        | 25%以上        | 30%以上        | 30%以上        |

上記の基準は1993年度に東京慈恵会医科大学健康医学科で判定基準として使用されている値。昔のタニタのマニュアルなどに記載されている。
| 分類   | 18 - 39歳の男性 | 40 - 59歳の男性 | 60 - 99歳の男性 | 18 - 39歳の女性 | 40 - 59歳の女性 | 60 - 99歳の女性 |
| ------ | --------------- | --------------- | --------------- | --------------- | --------------- | --------------- |
| やせ   | 10%以下         | 11%以下         | 13%以下         | 20%以下         | 21%以下         | 22%以下         |
| -標準  | 11 - 16%        | 12 - 17%        | 14 - 19%        | 21 - 27%        | 22 - 28%        | 23 - 29%        |
| +標準  | 17 - 21%        | 18 - 22%        | 20 - 24%        | 28 - 34%        | 29 - 35%        | 30 - 36%        |
| 軽肥満 | 22 - 26%        | 23 - 27%        | 25 - 29%        | 35 - 39%        | 36 - 40%        | 37 - 41%        |
| 肥満   | 27%以上         | 28%以上         | 30%以上         | 40%以上         | 41%以上         | 42%以上         |

妊娠中、人工透析中、むくみ症状がある方は除く。
| 分類       | 15歳以上の女性 | 男性     |
| ---------- | -------------- | -------- |
| 健康的     | 20 - 29%       | 10 - 19% |
| 軽度肥満   | 30 - 34%       | 20 - 24% |
| 中等度肥満 | 35 - 39%       | 25 - 29% |
| 重度肥満   | 40%以上        | 30%以上  |

オムロンの基準では、健康的とされる体脂肪率の目安は、男性は10〜19%、15歳以上の女性は20〜29%であり、体脂肪率がそれ以上になると、肥満とされる。
| 分類       | 女性     | 男性     |
| ---------- | -------- | -------- |
| 痩せすぎ   | 10 - 13% | 2 - 5%   |
| アスリート | 14 - 20% | 6 - 13%  |
| 健康的     | 21 - 24% | 14 - 17% |
| 平均的     | 25 - 31% | 18 - 24% |
| 肥満       | 32%以上  | 25%以上  |

## 主な体脂肪率測定法
体脂肪率の測定方法はいくつかあり、以下のものが主なものである。

### 水中体重秤量法（水中体重測定法）
アルキメデスの原理を応用したもので、水中に全身を沈めて水中にある体重計で体重を量り、大気中での体重との差から身体密度を計算して測定するもの。比較的正確な測定方法で、他の測定方法の基準とされる方法だが、以下のような問題点がある。なお、一般的に脂肪組織の密度は0.9007g/cm3で、脂肪以外の組織の密度は1.1000g/cm3とされている。
- 体表面や体内の空気による浮力の影響を排除するため、息を吐ききった状態で測定しなければならない。そのため、測定に苦痛が伴う。
- どうしても設備が大掛かりとなり、測定も簡単ではない。
- 設備がある施設が少ない

### 空気置換法
密閉された装置内に入り、空気の圧力変化を測定して身体密度を計測する方法。水中体重秤量法とほぼ同じ原理に基づき、比較的正確な測定方法で、かつ測定が簡便で苦痛を伴わない方法である。大相撲の力士がこれによって測定していることが知られている。米Life Measurement, Inc社の「BOD POD」という装置が有名。

### 二重エネルギーX線吸収法(DXA, DEXA)
二種類の異なる波長のX線を全身に照射し、その透過率の差から身体組成を計測する方法。本来骨密度を測定する方法だが、体脂肪量や筋肉量の測定精度も高く、近年は水中体重秤量法に代わって測定方法のゴールドスタンダードとも言われている。なお、DXAまたはDEXAは「Dual Energy X-ray Absorptiometry」の略。

### 皮下脂肪厚法（キャリパー法）
皮下脂肪厚計（キャリパー）を用いて、皮下脂肪の厚さを測定し、その後計算式に測定値を代入して計測する方法。簡便な方法であるが、皮下脂肪の分布には個人差があり、そこで誤差が生じること、計測にある程度技能が必要なこと、内臓脂肪の測定ができないこと、といった欠点がある。

### 生体インピーダンス法

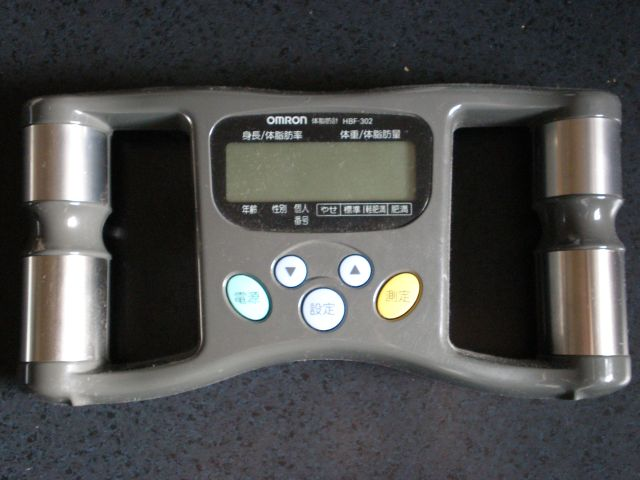
生体インピーダンス法による体脂肪計。立って両腕を伸ばし、両手で持って測定する。

体に微弱な電流を流し、生体の電気インピーダンスを測定し、そこから体脂肪率を推定する方法。現在最も簡便で、最も普及している方法であり、市販されている体脂肪計のほとんどはこの方法である。しかし、以下のような問題点から、正確な値を算出するのは難しい。
- 生体電気インピーダンスは、起床直後や就寝直前などの身体状態による変化が大きく、同じ日でも測定した時間で大きなばらつきがある。
- 生体電気インピーダンスから体脂肪率を推定するアルゴリズムが、測定機器製造各社によって異なる。そのため、機器によるばらつきが大きい。
- 筋肉の比率が高い人は、生体電気インピーダンスが一般の人と異なり、正確な測定ができない。
  - この欠点を解消するため「アスリートモード」がある機器もある。
- 心臓ペースメーカーを使用している場合、電流によってペースメーカーが誤作動を起こす可能性があるため、使用できない。

### その他の方法
その他の方法としては、以下のようなものがある。
CT法、MRI法CTやMRIを利用して体の断面画像を撮影し、そこから体脂肪率を計算する方法。精度はかなり高いが装置が大掛かりになるため、あまり利用されない。腹部CT検査により、へその位置で内臓脂肪の面積（断面積）が100cm²以上ある場合を「内臓脂肪型肥満」としている。
体内カリウム測定法体内のカリウムが脂肪組織には含まれないことに着目した方法で、「ヒューマンカウンター」と呼ばれる大掛かりな装置で体内のカリウムを測定し、そこから体脂肪率を計算する方法。
超音波法超音波検査と同じ装置を利用するもので、超音波によって体の断面画像を撮影して測定する方法。比較的精度が高い。
近赤外分光法上腕二頭筋の中央部に近赤外線を照射し、その光吸収スペクトルを元に体脂肪率を求める方法。
六フッ化硫黄希釈法空気置換法とほぼ同じ原理に基づくもので、装置内に六フッ化硫黄ガスを一定量入れる方法である。